# アンドレアス・ウェリンガー
- アンドレアス・ヴェリンガー

アンドレアス・ウェリンガー（Andreas Wellinger、1995年8月28日 - ）は、ドイツ、バイエルン州トラウンシュタイン郡ルーポルディング出身のスキージャンプ選手である。

## プロフィール
2002年にノルディック複合を始め、2011年から純ジャンプに転向した。2012年1月のインスブルックユースオリンピックでは団体金メダル獲得に貢献。
2012年11月24日のリレハンメル大会でスキージャンプ・ワールドカップにデビュー。1本目のジャンプで最長不倒を飛んでトップに立ったものの、続く2本目この回9位のジャンプにとどまり、5位に転落した。翌週、フィンランド・クーサモの団体ラージヒルで優勝したウェリンガーはその後、ロシア・ソチとスイス・エンゲルベルクの両大会で表彰台に上がった。2012-13シーズンでは、累計393ポイントを獲得し、総合第20位でワールドカップを終えた。
2013年のスキージャンプ・サマーグランプリでは、出場した6試合すべて表彰台に登壇し、3勝をあげて総合優勝した。2013-14シーズン初戦のドイツ・クリンゲンタールは2位で三度目の表彰台に上がると、スイス・エンゲルベルクでも2位となり、その後のジャンプ週間の成績を総合第10位で終えた。2014年1月16日のポーランド・ヴィスワ戦でワールドカップ初優勝。
2014年2月にロシアで開催されたソチオリンピックは、ノーマルヒル6位入賞、ラージヒルでは2本目に進めず45位に終わったが、アンドレアス・ヴァンク、マリヌス・クラウス、ゼヴェリン・フロイントと組んだ団体では3番手を飛び、チーム合計1041.1ポイントで金メダルを獲得した。
2018年2月の平昌オリンピックでは男子個人ノーマルヒルでオリンピック初優勝となった。男子個人ラージヒルでは準優勝だった。
2019年6月、練習中に膝を受傷し、そのシーズンを欠場した。2020年4月には私用でけがを負ったが、2020年のワールドカップ開幕戦より復帰した。
2022/23シーズンのワールドカップでは5シーズンぶりの優勝を飾り、総合7位。2023/24シーズンはワールドカップにフル参戦し、2勝を含む11回の表彰台により、過去最高の総合3位の成績であった。